# Emanuel Masák
R. D. Emanuel Masák (25. prosince 1883 Lazinov – 24. září 1964 Brno) byl český (resp. moravský) římskokatolický duchovní a spisovatel.

## Životopis
Po maturitě na brněnském klasickém gymnáziu vstoupil do biskupského semináře v Brně, na kněze byl vysvěcen 14. července 1907. Jeho prvním kaplanským místem byl Benešov u Boskovic, poté Brtnice a pak Rouchovany, kde sloužil jako kooperátor 3 roky a dva měsíce.
V říjnu 1911 byl jmenován katechetou chlapecké měšťanské školy v Židenicích, později vyučoval i na ostatních židenických školách až do roku 1950. Byl také funkcionářem Spolku pro postavení kostela v Židenicích, Poté, co byl vysvěcen židenický kostel sv. Cyrila a Metoděje, vypomáhal ve zdejší duchovní správě. V roce 1935 byl členem umělecké komise ústředního výboru Prvního celostátního sjezdu katolíků Československé republiky v Praze.
Už od doby studií působil literárně. Už jako student teologie redigoval časopis bohoslovců Museum, později časopis Anděl strážný a měsíčník pro literaturu, umění, kulturu a život Archa. Od roku 1924 byl předsedou olomoucké Družiny literární a umělecké. Psal rovněž beletrii (mj. román Šimon Stylita, Blouznivci), publikoval také básně. Průběžně překládal polské spisovatele a básníky, mj. Julia Slowackého, Cypriana Norwida či Stefana Zeromského. Jako redaktor časopisu Anděl strážný inspiroval spisovatelku Marii Wagnerovou, používající pseudonym Felix Háj, k napsání příběhů o Káju Maříkovi. Jako ocenění jeho kněžské i literární práce byl v lednu 1949 jmenován biskupským radou.